# 马列主义意大利共产党
马列主义意大利共产党（義大利語：Partito Comunista Italiano Marxista-Leninista，缩写为PCIM-L）是意大利的一个小型共产主义政党。该党成立于1999年12月3日，由马克思主义文化和倡议中心组建。该党的意识形态是共产主义、马克思列宁主义、斯大林主义、反修正主义。该党的创始人是多梅尼科·萨维奥，现任总书记热那罗·萨维奥是他的儿子。该党的主要活动基地位于那不勒斯省的福廖。